# Hada extrita
Hada extrita là một loài bướm đêm trong họ Noctuidae.